# Île Borden
L'île Borden est une île inhabitée située dans l'archipel arctique canadien dans les îles de la Reine-Elisabeth dans le Nord du Canada. Elle a une superficie de 2 795 km2 ; ce qui en fait la 172e plus grande île au monde et la 30e plus grande île au Canada. La majeure partie de l'île fait partie des Territoires du Nord-Ouest et son extrémité est fait partie du Nunavut. La frontière suit le 110e méridien ouest.
L'île a été nommée en l'honneur de l'ancien Premier ministre du Canada Robert Laird Borden.
L'île Borden a été atteinte par les Européens pour la première fois en 1916.

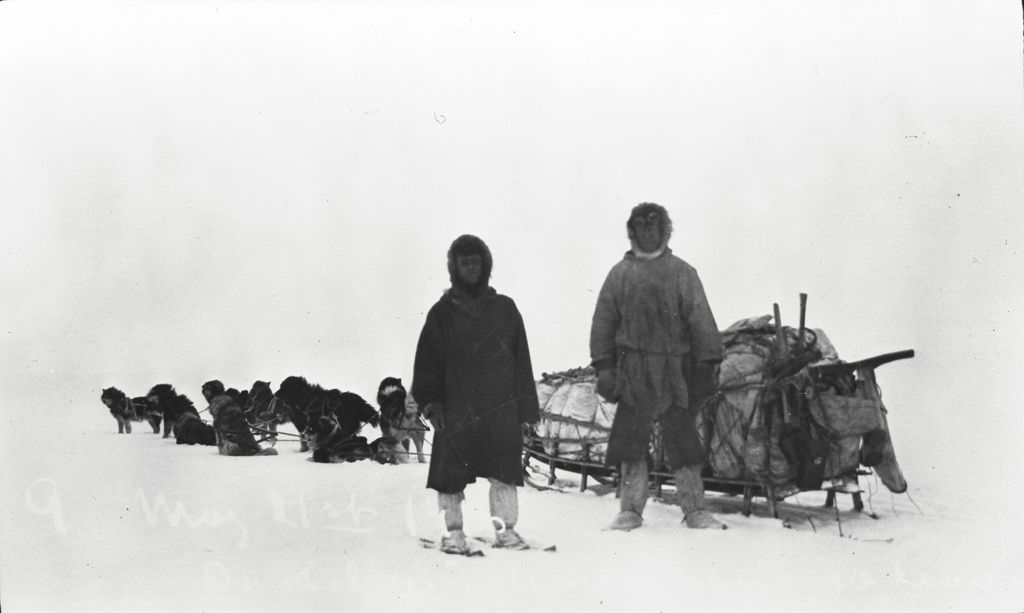
Aarnout Castel et H. Noice quittant l'île Borden en mai 1916.